# Geografia e riqueza
A geografia e a riqueza têm sido relacioandas há muito tempo como atributos correlacionados das nações.  Estudiosos como Jeffrey D. Sachs argumentam que a geografia tem um papel fundamental no desenvolvimento do crescimento económico de uma nação. 
Por exemplo, as nações que residem ao longo das regiões costeiras, ou aquelas que têm acesso a uma fonte de água próxima, são mais abundantes e capazes de negociar com as nações vizinhas. Além disso, os países com clima tropical enfrentam uma quantidade significativa de dificuldades, como doenças, padrões climáticos intensos e menor produtividade agrícola. Esta tese é apoiada pelo facto de os volumes de radiação UV terem um impacto negativo na actividade económica. 
Existem vários estudos que confirmam que o desenvolvimento espacial em países com níveis mais elevados de desenvolvimento económico difere dos países com níveis mais baixos de desenvolvimento.  A correlação entre a geografia e a riqueza de uma nação pode ser observada examinando o PIB (Produto Nacional Bruto) per capita de um país, que leva em conta a produção económica e a população de uma nação. 